# Saint-Memmie
Saint-Memmie – miejscowość i gmina we Francji, w regionie Grand Est, w departamencie Marna. Nazwa miejscowości pochodzi od imienia św. Memiusza (zob. też Saint-Menge).
Według danych na rok 1990 gminę zamieszkiwało 6070 osób, a gęstość zaludnienia wynosiła 480 osób/km².